# 673
673 је била проста година.

## Догађаји
- Краљ Хлотар III од Неустрије и Бургундије умире после 16 година владавине, у којој је био марионета — рои фаинеант — неустријског градоначелника палате, Еброина. Сахрањен је у базилици Сент Денис, а наследио га је брат Теудерик III.
- Бургундски племићи, под вођством бискупа Леодегара и Адалриха, позивају Хилдерика II да постане краљ у Неустрији и Бургундији. Он напада Теудериково краљевство и расељава свог брата, постајући једини краљ Франачког краљевства.
- 3. септембар – Визиготски краљ Вамба гуши побуну Хилдерика, гувернера Нима и ривала за престо. Он хвата вође побуњеника, који су изведени пред суд и, за своје злочине, скалпирани и затворени доживотно.
- 4. јул – Краљ Егберхт I од Кента умире после скоро 9 година владавине. Наследио га је брат Хлотхере.
- 20. март – Цар Тенму преузима јапански трон хризантеме у палати Кијомихара, у Асуки.
- Етхелтхритх, англосаксонска принцеза, враћа се у Источну Англију и оснива опатију Ели (Кембриџшир). У исто време је основан и мали женски манастир у њено име, у Стоу Грину.
- Сабор у Хертфорду одржава и сазива Теодор из Тарса, архиепископ кентерберијски. Сабор прави каноне за Цркву Енглеску.